# 蒙索莱沃德
蒙索莱沃德（法語：Montceaux-lès-Vaudes，法語發音：[mɔ̃so lɛ vod]，意为“沃德附近的蒙索”）是法国奥布省的一个市镇，位于该省中南部，属于特鲁瓦区。

## 地理
蒙索莱沃德（48°9'11"N, 4°9'44"E）面积10.11 平方千米，位于法国大東部大區奥布省，该省份为法国中北部省份，北起马恩省，西接塞纳-马恩省，西南至约讷省，东南至科多尔省，东临上马恩省。
与蒙索莱沃德接壤的市镇（或旧市镇、城区）包括：科尔莫、莱洛日马格龙、吕米伊莱沃德、沃德。

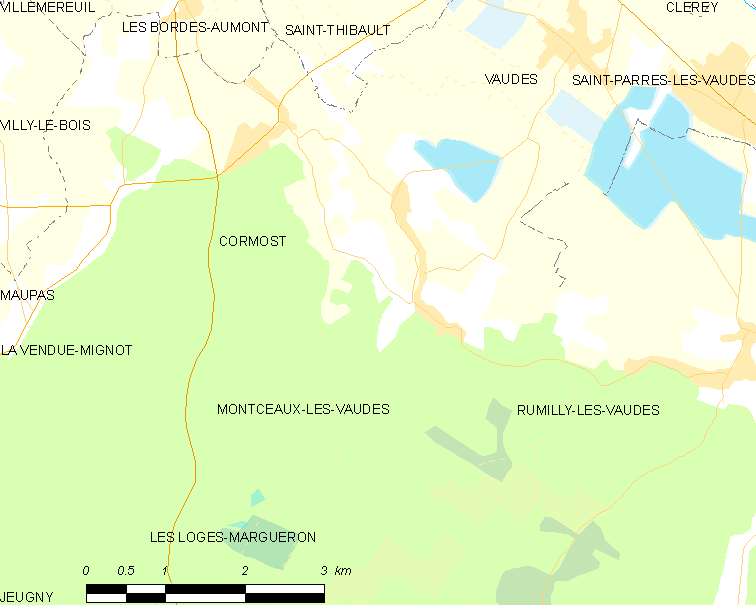
蒙索莱沃德的OSM定位图

蒙索莱沃德的时区为UTC+01:00、UTC+02:00（夏令时）。

## 行政
蒙索莱沃德的邮政编码为10260，INSEE市镇编码为10246。

## 政治
蒙索莱沃德所属的省级选区为莱里塞县。

## 人口

1962-2008年间蒙索莱沃德人口变化图示

蒙索莱沃德于2022年1月1日时的人口数量为246人。